# Coppa Italia Lega Pro 2015-2016
La Coppa Italia Lega Pro 2015-2016 è stata una competizione di calcio italiana a cui partecipano 51 delle 54 squadre partecipanti al campionato di Lega Pro 2015-2016 più 2 squadre iscritte alla Serie D 2015-2016.
Le tre squadre di terza serie che non partecipano alla competizione sono state il Monopoli (ultimo ripescato dalla Serie D), l'Aurora Pro Patria (riammessa a seguito della retrocessione per illecito della Torres) e il Messina (riammesso a seguito della retrocessione per illecito della Vigor Lamezia). Le due società dilettantistiche che hanno invece partecipato sono Torres e Vigor Lamezia (per altro subito eliminate nella fase a gironi), retrocesse dalla Lega Pro per illecito sportivo.
La manifestazione è iniziata il 13 agosto 2015 per concludersi il 14 aprile 2016 con la vittoria del Foggia.

## Formula
Vengono ammesse alla competizione le squadre che risultano regolarmente iscritte al campionato unico di Lega Pro 2015-2016 al 4 agosto 2015. La competizione si divide nelle seguenti fasi:
- Fase eliminatoria a gironi: vi partecipano le 26 squadre che non hanno partecipato alla Coppa Italia maggiore. Le squadre sono suddivise in 8 gironi da tre squadre (con gare di sola andata) ed uno da due squadre (con gare di andata e ritorno). La vincente di ogni girone si qualifica per la fase finale.
- Fase finale: vi partecipano 36 squadre: le 27 ammesse di diritto (in quanto partecipanti anche alla Coppa Italia maggiore) e le 9 vincitrici degli altrettanti gironi della fase eliminatoria. Si svolge secondo la formula dell'eliminazione diretta, con un tabellone predeterminato su accoppiamenti guidati dal criterio di vicinanza geografica.
  - Primo turno: viene disputato solo da 8 delle 36 squadre, che si affrontano in 4 partite di sola andata per ridurre il numero delle partecipanti da 36 a 32; il fattore campo è determinato per sorteggio.
  - Sedicesimi di finale: sono disputati dalle 4 vincenti del primo turno e dalle 28 che non hanno disputato il primo turno; si giocano 16 partite di sola andata, con fattore campo determinato per sorteggio.
  - Ottavi e quarti di finale: le squadre rimaste si affrontano in partite di sola andata. La squadra ospitante viene determinata per sorteggio.
  - Semifinali e finale: le squadre si affrontano in partite di andata e ritorno. La squadra ospitante la partita di andata viene determinata per sorteggio.

## Fase eliminatoria a gironi

### Girone A
| Squadra       | P.ti | G | V | N | P | GF | GS | DR |
| ------------- | ---- | - | - | - | - | -- | -- | -- |
| Giana Erminio | 6    | 2 | 2 | 0 | 0 | 6  | 0  | +6 |
| Cuneo         | 3    | 2 | 1 | 0 | 1 | 2  | 2  | 0  |
| AlbinoLeffe   | 0    | 2 | 0 | 0 | 2 | 0  | 6  | -6 |

| Arbitro: | Davide Miele (Torino) |

|                         |           |  |
| Biraghi 57’ Marotta 69’ | Marcatori |  |

| Arbitro: | Fabio Schirru (Nichelino) |

|                                    |           |  |
| Beltrame 35’ Scapinello 37’ (rig.) | Marcatori |  |

| Arbitro: | Alessandro Meleleo (Casarano) |

|  |           |                                 |
|  | Marcatori | 15’, 33’, 46’ Bruno 68’ Rossini |

### Girone B
| Squadra      | P.ti | G | V | N | P | GF | GS | DR |
| ------------ | ---- | - | - | - | - | -- | -- | -- |
| Pro Piacenza | 4    | 2 | 1 | 1 | 0 | 3  | 2  | +1 |
| Lumezzane    | 4    | 2 | 1 | 1 | 0 | 2  | 1  | +1 |
| Renate       | 0    | 2 | 0 | 0 | 2 | 1  | 3  | -2 |

| Arbitro: | Provesi (Treviglio) |

|                          |           |            |
| Cristofoli 9’ Bini 90+3’ | Marcatori | 63’ Iovine |

| Arbitro: | De Tullio (Bari) |

|  |           |                |
|  | Marcatori | 6’ Sergio Cruz |

| Arbitro: | Detta (Mantova) |

|           |           |                |
| Sarao 28’ | Marcatori | 61’ Alessandro |

### Girone C
| Squadra   | P.ti | G | V | N | P | GF | GS | DR |
| --------- | ---- | - | - | - | - | -- | -- | -- |
| Mantova   | 4    | 2 | 1 | 1 | 0 | 3  | 2  | +1 |
| Pordenone | 3    | 2 | 1 | 0 | 1 | 2  | 2  | 0  |
| Padova    | 1    | 2 | 0 | 1 | 1 | 1  | 2  | -1 |

| Arbitro: | Nicolò Cipriani (Empoli) |

|             |           |              |
| Ruopolo 88’ | Marcatori | 27’ Altinier |

| Arbitro: | Nicolò Sprezzola (Mestre) |

|             |           |                  |
| Savio 90+1’ | Marcatori | 24’, 79’ Ruopolo |

| Arbitro: | Andrea Zingarelli (Siena) |

|  |           |              |
|  | Marcatori | 28’ Cattaneo |

### Girone D
| Squadra   | P.ti | G | V | N | P | GF | GS | DR |
| --------- | ---- | - | - | - | - | -- | -- | -- |
| Pistoiese | 3    | 2 | 1 | 0 | 1 | 5  | 2  | +3 |
| Carrarese | 3    | 2 | 1 | 0 | 1 | 2  | 2  | 0  |
| Savona    | 3    | 2 | 1 | 0 | 1 | 1  | 4  | -3 |

| Arbitro: | Riccardo Annaloro (Collegno) |

|                    |           |  |
| Massoni 56’ (aut.) | Marcatori |  |

| Arbitro: | Lorenzo Bertani (Pisa) |

|                     |           |            |
| Sbraga 5’ Ademi 81’ | Marcatori | 18’ Rovini |

| Arbitro: | Alessandro Chindemi (Viterbo) |

|                                                 |           |  |
| Vassallo 19’ Lo Sicco 61’ Rovini 68’ Merini 88’ | Marcatori |  |

### Girone E
| Squadra   | P.ti | G | V | N | P | GF | GS | DR |
| --------- | ---- | - | - | - | - | -- | -- | -- |
| Siena     | 4    | 2 | 1 | 1 | 0 | 3  | 2  | +1 |
| Lupa Roma | 3    | 2 | 1 | 0 | 1 | 5  | 4  | +1 |
| Prato     | 1    | 2 | 0 | 1 | 1 | 1  | 3  | -2 |

| Prato 14 agosto 2015, ore 20:30 CEST 1ª giornata | Prato                 | 0 – 0 | Siena | Stadio Lungobisenzio\| Arbitro: \| Manuel Volpi (Arezzo) \| |
| Arbitro:                                         | Manuel Volpi (Arezzo) |       |       |                                                             |

| Arbitro: | Ilario Guida (Salerno) |

|                            |           |              |
| Tajarol 27’, 29’ Sfanò 68’ | Marcatori | 78’ Ogunseye |

| Arbitro: | Federico Sassoli (Arezzo) |

|                                                 |           |                  |
| Burrai 2’ (rig.) Mendicino 71’ (rig.) Yamga 79’ | Marcatori | 14’, 47’ Tajarol |

### Girone F
| Squadra       | P.ti | G | V | N | P | GF | GS | DR |
| ------------- | ---- | - | - | - | - | -- | -- | -- |
| Santarcangelo | 4    | 2 | 1 | 1 | 0 | 2  | 1  | +1 |
| Rimini        | 3    | 2 | 1 | 0 | 1 | 2  | 2  | 0  |
| Maceratese    | 1    | 2 | 0 | 1 | 1 | 0  | 1  | -1 |

| Arbitro: | Daniele Paterna (Teramo) |

|             |           |                        |
| Varutti 85’ | Marcatori | 9’ De Vena 70’ Guidone |

| Arbitro: | Manuel Volpi (Arezzo) |

|  |           |               |
|  | Marcatori | 54’ Ricchiuti |

| Santarcangelo di Romagna 30 agosto 2015, ore 17:30 CEST 3ª giornata | Santarcangelo               | 0 – 0 | Maceratese | Stadio Valentino Mazzola\| Arbitro: \| Daniele De Remigis (Teramo) \| |
| Arbitro:                                                            | Daniele De Remigis (Teramo) |       |            |                                                                       |

### Girone G
| Squadra              | P.ti | G | V | N | P | GF | GS | DR |
| -------------------- | ---- | - | - | - | - | -- | -- | -- |
| Lupa Castelli Romani | 4    | 2 | 1 | 1 | 0 | 4  | 1  | +3 |
| Torres               | 1    | 2 | 0 | 1 | 1 | 1  | 4  | -3 |

| Arbitro: | Federico Dionisi (L'Aquila) |

|           |           |              |
| Musto 32’ | Marcatori | 75’ Ricamato |

| Arbitro: | Vittorio Di Gioia (Nola) |

|                                       |           |  |
| Ricamato 27’ Icardi 67’ Siclari 90+5’ | Marcatori |  |

### Girone H
| Squadra           | P.ti | G | V | N | P | GF | GS | DR |
| ----------------- | ---- | - | - | - | - | -- | -- | -- |
| Ischia Isolaverde | 3    | 2 | 1 | 0 | 1 | 5  | 4  | +1 |
| Martina           | 3    | 2 | 1 | 0 | 1 | 4  | 3  | +1 |
| Fidelis Andria    | 3    | 2 | 1 | 0 | 1 | 3  | 5  | -2 |

| Arbitro: | Camplone (Pescara) |

|           |           |  |
| Grandolfo | Marcatori |  |

| Arbitro: | Matteo Marchetti (Ostia Lido) |

|                     |           |                       |
| Moracci 7’ Fall 57’ | Marcatori | 12’ 61’ 75’ Grandolfo |

| Arbitro: | Ivan Robilotta (Sala Consilina) |

|             |           |                                                  |
| Gaetani 34’ | Marcatori | 35’ Kanoute 78’ (rig.) Mancino 90+3’ (rig.) Fall |

### Girone I
| Squadra       | P.ti | G | V | N | P | GF | GS | DR  |
| ------------- | ---- | - | - | - | - | -- | -- | --- |
| Akragas       | 6    | 2 | 2 | 0 | 0 | 15 | 1  | +14 |
| Vigor Lamezia | 3    | 2 | 1 | 0 | 1 | 6  | 11 | -5  |
| Paganese      | 0    | 2 | 0 | 0 | 2 | 0  | 9  | -9  |

| Arbitro: | Ranaldi (Tivoli) |

|                                                                                             |           |            |
| Roghi 3’ 53’ 58’ 84’ Leonetti 9’ 62’ 78’ Capuano 12’ Aveni 19’ Anile 55’ (aut.) Almirón 81’ | Marcatori | 56’ Umbaca |

| Arbitro: | Giovanni Nicoletti (Catanzaro) |

|                                           |           |  |
| Umbaca 23’, 32’, 80’ Cicala 36’ Perri 74’ | Marcatori |  |

| Arbitro: | Vincenzo Fiorini (Frosinone) |

|  |           |                                                   |
|  | Marcatori | 32’ (rig.), 40’ (rig.) Almirón 46’, 58’ Di Piazza |

## Fase a eliminazione diretta
Alla fase finale partecipano 36 società di cui 9 qualificate nella fase eliminatoria e le 27 che hanno partecipato alla Coppa Italia organizzata dalla Lega Nazionale Professionisti Serie A.

### Primo turno
Si disputeranno in gara secca tre partite il 28 ottobre e una il 4 novembre 2015.
| Squadra 1       | Risultato   | Squadra 2 |
| --------------- | ----------- | --------- |
| 28 ottobre 2015 |             |           |
| Akragas         | 1 - 0       | Catania   |
| Lecce           | 2 - 1       | Matera    |
| Mantova         | 1 - 2 (dts) | SPAL      |
| 4 novembre 2015 |             |           |
| Giana Erminio   | 1 - 2       | Pavia     |

| Arbitro: | Fourneau (Roma 1) |

|              |           |  |
| Leonetti 57’ | Marcatori |  |

| Arbitro: | Robilotta (Sala Consilina) |

|                        |           |              |
| A. Diop 42’ Monaco 62’ | Marcatori | 52’ D'Angelo |

| Arbitro: | D'Apice (Arezzo) |

|           |           |                      |
| Gonzi 32’ | Marcatori | 25’ Zigoni 92’ Ferri |

| Gorgonzola 4 novembre 2015, ore 15:00 CET                               | Giana Erminio | 1 – 2                   | Pavia | Stadio comunale Città di Gorgonzola |
| \| \| \| \| \| Montesano 13’ \| Marcatori \| 21’ Grbac 81’ Anastasia \| |               |                         |       |                                     |
|                                                                         |               |                         |       |                                     |
| Montesano 13’                                                           | Marcatori     | 21’ Grbac 81’ Anastasia |       |                                     |

### Sedicesimi di finale
Si disputano in gara unica tra il 4 e il 18 novembre 2015.
| Squadra 1        | Risultato       | Squadra 2            |
| ---------------- | --------------- | -------------------- |
| 4 novembre 2015  |                 |                      |
| Ancona           | 2 - 1 (dts)     | L'Aquila             |
| Arezzo           | 0 - 1           | Siena                |
| Bassano Virtus   | 4 - 2 (dts)     | Pro Piacenza         |
| Benevento        | 4 - 1           | Melfi                |
| Casertana        | 3 - 0           | Ischia Isolaverde    |
| Foggia           | 3 - 1           | Juve Stabia          |
| Pistoiese        | 0 - 1           | Pisa                 |
| Tuttocuoio       | 2 - 1 (dts)     | Lucchese             |
| 11 novembre 2015 |                 |                      |
| Cittadella       | 5 - 3 (dts)     | Südtirol             |
| Cosenza          | 1 - 3           | Lecce                |
| Feralpisalò      | 2 - 3           | Cremonese            |
| Pontedera        | 2 - 2 (7-8 dcr) | Santarcangelo        |
| Teramo           | 2 - 1 (dts)     | Lupa Castelli Romani |
| 18 novembre 2015 |                 |                      |
| Akragas          | 2 - 0           | Catanzaro            |
| Alessandria      | 3 - 1           | Pavia                |
| Reggiana         | 0 - 1           | SPAL                 |

| Ancona 4 novembre 2015, ore 15:00 CET                                   | Ancona    | 2 – 1 (d.t.s.) | L'Aquila | Stadio Del Conero |
| \| \| \| \| \| Velocci 43’ Adamo 107’ \| Marcatori \| 16’ Stivaletta \| |           |                |          |                   |
|                                                                         |           |                |          |                   |
| Velocci 43’ Adamo 107’                                                  | Marcatori | 16’ Stivaletta |          |                   |

| Arezzo 4 novembre 2015, ore 20:45 CET           | Arezzo    | 0 – 1         | Siena | Stadio Città di Arezzo |
| \| \| \| \| \| \| Marcatori \| 49’ Paramatti \| |           |               |       |                        |
|                                                 |           |               |       |                        |
|                                                 | Marcatori | 49’ Paramatti |       |                        |

| Bassano del Grappa 4 novembre 2015, ore 16:00 CET                                                           | Bassano Virtus | 4 – 2 (d.t.s.)               | Pro Piacenza | Stadio Rino Mercante |
| \| \| \| \| \| Bertozzi 37’, 90+3’ Gargiulo 94’ Zanella 99’ \| Marcatori \| 26’ Martínez 90+4’ Schiavini \| |                |                              |              |                      |
| |                |                              |              |                      |
| Bertozzi 37’, 90+3’ Gargiulo 94’ Zanella 99’                                                                | Marcatori      | 26’ Martínez 90+4’ Schiavini |              |                      |

| Benevento 4 novembre 2015, ore 16:00 CET                                                   | Benevento | 4 – 1       | Melfi | Stadio Ciro Vigorito |
| \| \| \| \| \| Cissé 35’, 64’ Di Molfetta 61’ Ciciretti 72’ \| Marcatori \| 28’ Veratti \| |           |             |       |                      |
|                                                                                            |           |             |       |                      |
| Cissé 35’, 64’ Di Molfetta 61’ Ciciretti 72’                                               | Marcatori | 28’ Veratti |       |                      |

| Caserta 4 novembre 2015, ore 16:00 CET                                     | Casertana | 3 – 0 | Ischia Isolaverde | Stadio Alberto Pinto |
| \| \| \| \| \| Ginestra 14’ De Marco 28’ De Angelis 62’ \| Marcatori \| \| |           |       |                   |                      |
|                                                                            |           |       |                   |                      |
| Ginestra 14’ De Marco 28’ De Angelis 62’                                   | Marcatori |       |                   |                      |

| Foggia 4 novembre 2015, ore 15:00 CET                                           | Foggia    | 3 – 1 referto             | Juve Stabia | Stadio Pino Zaccheria |
| \| \| \| \| \| Viola 13’, 63’, 77’ \| Marcatori \| 54’ (rig.) Padovani Celin \| |           |                           |             |                       |
|                                                                                 |           |                           |             |                       |
| Viola 13’, 63’, 77’                                                             | Marcatori | 54’ (rig.) Padovani Celin |             |                       |

| Pistoia 4 novembre 2015, ore 20:30 CET        | Pistoiese | 0 – 1       | Pisa | Stadio Marcello Melani |
| \| \| \| \| \| \| Marcatori \| 63’ Peralta \| |           |             |      |                        |
|                                               |           |             |      |                        |
|                                               | Marcatori | 63’ Peralta |      |                        |

| Pontedera 4 novembre 2015, ore 15:00 CET                         | Tuttocuoio | 2 – 1 (d.t.s.) | Lucchese | Stadio Ettore Mannucci |
| \| \| \| \| \| Balde 24’ Cherillo 99’ \| Marcatori \| 9’ Vita \| |            |                |          |                        |
|                                                                  |            |                |          |                        |
| Balde 24’ Cherillo 99’                                           | Marcatori  | 9’ Vita        |          |                        |

| Cittadella 11 novembre 2015, ore 15:00 CET                                                                                            | Cittadella | 5 – 3 (d.t.s.)                                  | Südtirol | Stadio Piercesare Tombolato |
| \| \| \| \| \| Bizzotto 36’ Coralli 42’, 68’ (rig.), 94’ Amato 99’ \| Marcatori \| 33’ Tessaro 74’ (aut.) Amato 84’ (rig.) Kirilov \| |            |                                                 |          |                             |
| |            |                                                 |          |                             |
| Bizzotto 36’ Coralli 42’, 68’ (rig.), 94’ Amato 99’                                                                                   | Marcatori  | 33’ Tessaro 74’ (aut.) Amato 84’ (rig.) Kirilov |          |                             |

| Cosenza 11 novembre 2015, ore 15:00 CEST                                          | Cosenza   | 1 – 3 referto                        | Lecce | Stadio Comunale San Vito Gigi Marulla |
| \| \| \| \| \| Criaco 53’ \| Marcatori \| 6’ Abruzzese 64’ Carrozza 74’ Vécsei \| |           |                                      |       |                                       |
|                                                                                   |           |                                      |       |                                       |
| Criaco 53’                                                                        | Marcatori | 6’ Abruzzese 64’ Carrozza 74’ Vécsei |       |                                       |

| Arbitro: | Salvatore Guarino (Caltanissetta) |

|                |           |                                  |
| Guerra 3’, 11’ | Marcatori | 27’ Magnaghi 33’ Djiby 38’ Zullo |

| Pontedera 11 novembre 2015, ore 15:00 CET | Pontedera            | 2 – 2 (d.t.s.)                                                                | Santarcangelo | Stadio Ettore Mannucci |
| \| \| \| \| \| Sane 36’ Disanto 97’ \| Marcatori \| 90+3’ Palmieri 120+2’ (rig.) Arrigoni \| \| Gemignani Kabashi Disanto Sane Supino Della Latta Videtta Risaliti Cardelli Gioè \| Tiri di rigore 7 – 8 \| Obeng Mordini Arrigoni Zamagni Palmieri Fulvi Venturini Berardi Mancini Sambo \| |                      |                                                                               |               |                        |
| |                      |                                                                               |               |                        |
| Sane 36’ Disanto 97’ | Marcatori            | 90+3’ Palmieri 120+2’ (rig.) Arrigoni                                         |               |                        |
| Gemignani Kabashi Disanto Sane Supino Della Latta Videtta Risaliti Cardelli Gioè | Tiri di rigore 7 – 8 | Obeng Mordini Arrigoni Zamagni Palmieri Fulvi Venturini Berardi Mancini Sambo |               |                        |

| Teramo 11 novembre 2015, ore 19:00 CET                                  | Teramo    | 2 – 1 (d.t.s.) | Lupa Castelli Romani | Stadio Gaetano Bonolis |
| \| \| \| \| \| Palma 53’ Paolucci 99’ \| Marcatori \| 52’ Morbidelli \| |           |                |                      |                        |
|                                                                         |           |                |                      |                        |
| Palma 53’ Paolucci 99’                                                  | Marcatori | 52’ Morbidelli |                      |                        |

| Agrigento 18 novembre 2015, ore 14:00 CET                 | Akragas   | 2 – 0 | Catanzaro | Stadio Esseneto |
| \| \| \| \| \| Roghi 73’ Cristaldi 85’ \| Marcatori \| \| |           |       |           |                 |
|                                                           |           |       |           |                 |
| Roghi 73’ Cristaldi 85’                                   | Marcatori |       |           |                 |

| Alessandria 18 novembre 2015, ore 15:00 CET                                 | Alessandria | 3 – 1         | Pavia | Stadio Giuseppe Moccagatta |
| \| \| \| \| \| Picone 13’ Marconi 33’, 45’ \| Marcatori \| 61’ Del Sante \| |             |               |       |                            |
|                                                                             |             |               |       |                            |
| Picone 13’ Marconi 33’, 45’                                                 | Marcatori   | 61’ Del Sante |       |                            |

| Reggio nell'Emilia 18 novembre 2015, ore 20:30 CET | Reggiana  | 0 – 1      | SPAL | Mapei Stadium - Città del Tricolore |
| \| \| \| \| \| \| Marcatori \| 68’ Zigoni \|       |           |            |      |                                     |
|                                                    |           |            |      |                                     |
|                                                    | Marcatori | 68’ Zigoni |      |                                     |

### Ottavi di finale
Si disputano in gara unica il 9, il 10, 16 dicembre 2015 ed il 10 febbraio 2016.
| Squadra 1        | Risultato | Squadra 2      |
| ---------------- | --------- | -------------- |
| 9 dicembre 2015  |           |                |
| Ancona           | 1 - 3     | Siena          |
| Foggia           | 3 - 2     | Benevento      |
| SPAL             | 2 - 0     | Tuttocuoio     |
| 10 dicembre 2015 |           |                |
| Cittadella       | 2 - 1     | Bassano Virtus |
| 16 dicembre 2015 |           |                |
| Lecce            | 0 - 1     | Akragas        |
| Pisa             | 0 - 1     | Santarcangelo  |
| Teramo           | 2 - 1     | Casertana      |
| 10 febbraio 2016 |           |                |
| Cremonese        | 2 - 1     | Alessandria    |

| Ancona 9 dicembre 2015, ore 15:00 CET                                           | Ancona    | 1 – 3                          | Siena | Stadio Del Conero |
| \| \| \| \| \| Di Mariano 25’ \| Marcatori \| 29’ Yamga 45+1’, 82’ Paramatti \| |           |                                |       |                   |
|                                                                                 |           |                                |       |                   |
| Di Mariano 25’                                                                  | Marcatori | 29’ Yamga 45+1’, 82’ Paramatti |       |                   |

| Foggia 9 dicembre 2015, ore 17:30 CET                                       | Foggia    | 3 – 2         | Benevento | Stadio Pino Zaccheria |
| \| \| \| \| \| Viola 18’, 36’ Lodesani 28’ \| Marcatori \| 5’, 56’ Cissé \| |           |               |           |                       |
|                                                                             |           |               |           |                       |
| Viola 18’, 36’ Lodesani 28’                                                 | Marcatori | 5’, 56’ Cissé |           |                       |

| Ferrara 9 dicembre 2015, ore 15:00 CET                    | SPAL      | 2 – 0 | Tuttocuoio | Stadio Paolo Mazza |
| \| \| \| \| \| Posocco 33’ Finotto 59’ \| Marcatori \| \| |           |       |            |                    |
|                                                           |           |       |            |                    |
| Posocco 33’ Finotto 59’                                   | Marcatori |       |            |                    |

| Arbitro: | Federico Dionisi (L'Aquila) |

|                         |           |              |
| Sgrigna 23’ Coralli 85’ | Marcatori | 69’ Iocolano |

| Arbitro: | Bichisecchi (Livorno) |

|                   |           |            |
| Magnaghi 26’, 75’ | Marcatori | 41’ Terigi |

| Lecce 16 dicembre 2015, ore 14:30 CET         | Lecce     | 0 – 1       | Akragas | Stadio Via del Mare |
| \| \| \| \| \| \| Marcatori \| 8’ Leonetti \| |           |             |         |                     |
|                                               |           |             |         |                     |
|                                               | Marcatori | 8’ Leonetti |         |                     |

| Pisa 16 dicembre 2015, ore 14:30 CET          | Pisa      | 0 – 1       | Santarcangelo | Stadio Arena Garibaldi |
| \| \| \| \| \| \| Marcatori \| 56’ De Vena \| |           |             |               |                        |
|                                               |           |             |               |                        |
|                                               | Marcatori | 56’ De Vena |               |                        |

| Teramo 16 dicembre 2015, ore 16:00 CET                                   | Teramo    | 2 – 1          | Casertana | Stadio Gaetano Bonolis |
| \| \| \| \| \| Loreti 39’ Paolucci 43’ \| Marcatori \| 28’ De Angelis \| |           |                |           |                        |
|                                                                          |           |                |           |                        |
| Loreti 39’ Paolucci 43’                                                  | Marcatori | 28’ De Angelis |           |                        |

### Quarti di finale
Si disputano in gara unica tra il 10 e 24 febbraio 2016.
| Squadra 1     | Risultato       | Squadra 2 |
| ------------- | --------------- | --------- |
| Cittadella    | 3 - 2 (dts)     | Cremonese |
| Santarcangelo | 0 - 5           | SPAL      |
| Siena         | 1 - 0           | Teramo    |
| Akragas       | 1 - 1 (3-4 dcr) | Foggia    |

| Arbitro: | Antonello Balice (Termoli, Campobasso) |

|                              |           |                                    |
| Coralli 56’, 98’ Fasolo 103’ | Marcatori | 35’ (rig.) Magnaghi 118’ Brighenti |

| Arbitro: | Antonio Giua (Pisa) |

|  |           |                                              |
|  | Marcatori | 16’, 42’, 54’ Cellini 18’ Grassi 47’ Posocco |

| Arbitro: | Emanuele Mancini (Fermo) |

|           |           |  |
| Rozzi 72’ | Marcatori |  |

| Arbitro: | Luca Candeo (Este, Padova) |

|                                          |                      |                                             |
| Aveni 4’                                 | Marcatori            | 90’ Iemmello                                |
| Cristaldi Mauri Di Grazia Aloi Dyulgerov | Tiri di rigore 3 – 4 | Vacca Floriano Iemmello Sainz-Maza Lauriola |

### Semifinali
Si disputano tra il 24 febbraio e il 2 marzo (le gare di andata) e l'8 e il 9 marzo 2016 (le gare di ritorno).
| Squadra 1 | Totale | Squadra 2  | Andata | Ritorno |
| --------- | ------ | ---------- | ------ | ------- |
| SPAL      | 2 - 3  | Cittadella | 1 - 1  | 1 - 2   |
| Siena     | 6 - 8  | Foggia     | 5 - 2  | 1 - 6   |

#### Andata
| Arbitro: | Andrea Tardino (Milano) |

|                   |           |                 |
| Zigoni 18’ (rig.) | Marcatori | 90’ Cappelletti |

| Arbitro: | Carmine Di Ruberto (Nocera Inferiore) |

|                                                                    |           |                             |
| Fella 15’ De Feo 50’ Mastronunzio 63’ Njiki Tchoutou 70’ Yamga 73’ | Marcatori | 26’ Lauriola 90+1’ Floriano |

#### Ritorno
| Arbitro: | Francesco Guccini (Albano Laziale, Roma) |

|                         |           |            |
| Coralli 82’ Minesso 88’ | Marcatori | 89’ Grassi |

| Arbitro: | Carlo Amoroso (Paola, Cosenza) |

|                                                                 |           |                   |
| Iemmello 25’ (rig.), 82’, 90+4’ Chiricò 50’ Vacca 63’ Sarno 69’ | Marcatori | 80’ (rig.) Burrai |

### Finale
La finale si è disputata in gara doppia: 31 marzo (andata) e 14 aprile (ritorno) 2016.
| Squadra 1 | Totale | Squadra 2  | Andata | Ritorno |
| --------- | ------ | ---------- | ------ | ------- |
| Foggia    | 8 - 5  | Cittadella | 4 - 1  | 4 - 4   |

#### Andata
| Arbitro: | Perotti (Legnano) |

|                                  |           |             |
| Sarno 13’, 71’ Iemmello 21’, 24’ | Marcatori | 50’ Coralli |

#### Ritorno
| Arbitro: | Prontera (Bologna) |

|                                                     |           |                                                          |
| Coralli 21’, 36’ (rig.) Cappelletti 41’ Minesso 55’ | Marcatori | 19’ (rig.), 30’ (rig.) Iemmello 26’ Floriano 57’ Chiricò |

## Statistiche

### Individuali

#### Classifica marcatori
Statistiche aggiornate al 14 aprile 2016.
| Gol | Rigori |  | Giocatore         | Squadra       |
| --- | ------ |  | ----------------- | ------------- |
| 10  | 2      |  | Claudio Coralli   | Cittadella    |
| 8   | 2      |  | Pietro Iemmello   | Foggia        |
| 5   |        |  | Vito Leonetti     | Akragas       |
| 5   |        |  | Salvatore Roghi   | Akragas       |
| 5   |        |  | Alessio Viola     | Foggia        |
| 4   |        |  | Karamoko Cissé    | Benevento     |
| 4   | 1      |  | Simone Magnaghi   | Cremonese     |
| 4   |        |  | Stefano Tajarol   | Lupa Roma     |
| 4   |        |  | Francesco Umbaca  | Vigor Lamezia |
| 3   |        |  | Salvatore Bruno   | Giana Erminio |
| 3   |        |  | Marco Cellini     | SPAL          |
| 3   |        |  | Lorenzo Paramatti | Robur Siena   |
| 3   |        |  | Vincenzo Sarno    | Foggia        |
| 3   | 1      |  | Gianmarco Zigoni  | SPAL          |